# Ceregnano
Ceregnano (velenceiül Zernian) település Olaszországban, Veneto régióban, Rovigo megyében. Lakosainak száma 3404 fő (2023. január 1.). Ceregnano Adria, Crespino, Gavello, Rovigo és Villadose községekkel határos.

## Népesség
A település lakossága az elmúlt években az alábbi módon változott:
| Lakosok száma | 3590 | 3552 | 3404 |
|               | 2017 | 2018 | 2023 |